# Axehammer
Axehammer (stylisé AxeHammer) est un groupe américain de power metal, originaire de Los Angeles, en Californie, actif entre 1981 et 2014.

## Histoire
Le groupe est formé à Los Angeles au début des années 1980 par Joe Aghassi et Jerry Watt. Ils doivent leur son distinctif à leur chanteur original Bill Ramp, qui quitte rapidement le groupe pour des raisons de santé. Axehammer a déjà joué avec des grands du genre tels que Slayer, Malice et Agent Steel. Le groupe est signé sur le label Sentinel Steel Records.
Les membres du groupe tirent leurs influences stylistiques principalement du domaine du heavy metal traditionnel ; leurs modèles musicaux incluent Black Sabbath, Iron Maiden, Deep Purple, Judas Priest, Dio et Accept. Le groupe change de nom pour Blind Eye avant de se séparer en 1989.
Ils se reforment en 2005 avec le nom d'Axehammer. À cette période, ils participent entre autres au Keep It True VI en 2006, après avoir publié leur premier album, Windrider. En 2012, ils sortent leur dernier album en date, Marching On,,. Le groupe se sépare en 2014.

## Discographie
- 1983 : 1983 Demo
- 1988 : 1988 Demo
- 1998 : Lord of the Realm (EP, Sentinel Steel)
- 2005 : Windrider (album, Sentinel Steel)
- 2012 : Marching On (album, Pure Steel Records)